# Vlahovac
Vlahovac, originalno plasiran pod imenom Vlahov, je liker i biljni aperitiv izrazito gorkog okusa. Spravlja se od dvadesetak vrsta ljekovitih trava i raznog korijenja egzotičnih aromatičnih biljaka, pa je cijenjen kao osobit starodrevni eliksir. Najstarije je piće u Hrvatskoj koje se pod istim imenom i prema istom receptu proizvodi već 150 godina. Liker je patentirao prije 1867. godine, vlasnik destilarije pića u Zadru, Romano Vlahov.

## Nastanak
Oko 1867. godine Vlahov se počeo intenzivno zanimati za likere i alkohol. Nekoliko godina ga je nagrizala jedna polagana bolest popraćena groznicom. Posvuda je tražio lijek, ali bez uspjeha. Fratar Pater Smoje iz Splita preporučio mu je jedan svoj eliksir. Vlahov ga je počeo uzimati i eliksir mu je pomagao. Zatim je usavršio eliksir s drugim sastojcima i nakon par mjeseci potpuno se izliječio. Započeo je eksperimentirati. Distribuirao ga je bolesnim seljacima u šibenskoj okolici da ga probaju i oni su ozdravljali. Šibenski ljekarnici, koji su čuli priče o ozdravljenjima pomoću Vlahovljevog likera, objavili su mu rat, da bi ga na kraju tužili vlastima. Glas o čudotvornom likeru širio se sve više u narodu. Godine 1869. viša je vlast, nakon što je liker ispitan, odobrila Vlahovu da ga javno prodaje, u trgovinama, ugostiteljstvu i ljekarnama. Od tada je Vlahov proširio prodaju u cijeloj pokrajini. Liker je svugdje bio dobro primljen i svake se godine potražnja i potrošnja povećavala. Za manje od dvadeset godina liker Vlahov se proširio po cijelom svijetu. Mogao se nabaviti u ljekarnama i prodavaonicama likera u Engleskoj, Rusiji, Španjolskoj, Turskoj, SAD-u, Kini, Indiji, Japanu, Perziji i Egiptu.

## Zanimljivosti
Najvažniji sastojak likera je rakija lozovača u koju su potapane ljuske zelenih oraha. Taj napitak i danas se u nekim šibenskim kućama pije za olakšavanje probave. Ne zna se je li Vlahov taj jednostavni i učinkoviti eliksir za poboljšanje probave uzeo iz šibenske pučke tradicije ili su ga Šibenčani naučili praviti od njega.